# Trifolium parnassii
Trifolium parnassii är en ärtväxtart som beskrevs av Pierre Edmond Boissier och Wilhelm von Spruner. Trifolium parnassii ingår i släktet klövrar, och familjen ärtväxter. Inga underarter finns listade i Catalogue of Life.